# Félmaraton
A félmaraton egy 21097,5 méteres futóverseny, vagyis a 42,195 kilométeres klasszikus maratoni táv fele. 
A félmaratoni táv népszerűsége a kilencvenes években kezdett felfelé ívelni, elsősorban azért, mert a 21 kilométer már igazi kihívást jelent mind az amatőr, mind a profi futók számára, ám lényegesen kevésbé terheli a szervezetet, mint a maraton. Az utcai félmaratoni versenyek szintideje általában két és fél óra, ami a felkészült amatőrök számára is lehetővé teszi a teljesítést.
A legnagyobb magyarországi félmaratoni verseny a Wizzair Budapest Félmaraton, amely évről évre közel 10000-12000 futót vonz. 
A Nemzetközi Atlétikai Szövetség (IAAF) 1992 és 2005 között évente rendezett félmaratoni világbajnokságot, de 2006-ban megszüntette a félmaratoni versenyt és helyette 20 kilométeres országúti világbajnokságot rendezett. Az első 20 kilométeres világbajnokságot 2006 októberében, Debrecenben tartották. Az IAAF 2007-ben ismét visszatért a félmaraton távhoz (21097m), majd 2008-ban IAAF Félmaraton Világbajnokságra módosította a verseny nevét. Sem a félmaratoni, sem a 20 kilométeres táv nem része az olimpia programjának.

## Csúcsok

### Magyar csúcsok
|       | Versenyző      | Idő     | Csúcs időpontja   | Csúcs helyszíne |
| ----- | -------------- | ------- | ----------------- | --------------- |
| Női   | Kálovics Anikó | 1:08:58 | 2007. április 1.  | Milánó          |
| Férfi | Kadlót Zoltán  | 1:02:22 | 1996. április 20. | Belgrád         |

### Világcsúcsok
|       | Versenyző         | Ország | Idő     | Csúcs időpontja    | Csúcs helyszíne |
| ----- | ----------------- | ------ | ------- | ------------------ | --------------- |
| Női   | Peres Jepchirchir | Kenya  | 1:05:06 | 2017. február 10.  | Rász el-Haima   |
| Férfi | Jacob Kiplimo     | Uganda | 57:31   | 2021. november 21. | Lisszabon       |

## Magyar bajnokok

### Nők
| Év   | Versenyző            | Klub            | Idő     |
| ---- | -------------------- | --------------- | ------- |
| 1992 | Visnyei Márta        | BVSC            | 1:13:05 |
| 1993 | Barócsi Heléna       | Sz.MÁV MTE      | 1:13:08 |
| 1994 | Pásztor Kornélia     | DMTE            | 1:13:21 |
| 1995 | Barócsi Heléna       | Sz.MÁV MTE      | 1:11:50 |
| 1996 | Nagyné Petrik Éva    | BVSC            | 1:13:36 |
| 1997 | Földingné Nagy Judit | Győri Dózsa     | 1:13:01 |
| 1998 | Földingné Nagy Judit | Győri Dózsa     | 1:16:08 |
| 1999 | Földingné Nagy Judit | Győri Dózsa     | 1:14:08 |
| 2000 | Csomor Erika         | BVSC            | 1:12:05 |
| 2001 | Staicu Simona        | BVSC            | 1:08:32 |
| 2002 | Földingné Nagy Judit | Győri Dózsa     | 1:13:22 |
| 2003 | Kálovics Anikó       | Haladás         | 1:11:08 |
| 2004 | Kálovics Anikó       | Haladás         | 1:11:18 |
| 2005 | Erdélyi Eszter       | UTE             | 1:16:10 |
| 2006 | Staicu Simona        | BVSC            | 1:12:08 |
| 2007 | Papp Krisztina       | UTE             | 1:11:47 |
| 2008 | Kovács Ida           | VEDAC           | 1:17:07 |
| 2009 | Nagy Mónika          | VEDAC           | 1:19:16 |
| 2010 | Kálovics Anikó       | ZAC             | 1:14:29 |
| 2011 | Kálovics Anikó       | ZAC             | 1:15:04 |
| 2012 | Papp Krisztina       | UTE             | 1:15:07 |
| 2013 | Papp Krisztina       | UTE             | 1:12:32 |
| 2014 | Erdélyi Zsófia       | UTE             | 1:17:57 |
| 2015 | Kácser Zita          | Békéscsabai AC  | 1:16:50 |
| 2015 | Kácser Zita          | Debreceni SC-SI | 1:19:25 |

### Férfiak
| Év   | Versenyző      | Klub              | Idő     |
| ---- | -------------- | ----------------- | ------- |
| 1992 | Szemán János   | VEDAC             | 1:04:51 |
| 1993 | Jáger Péter    | BVSC              | 1:04:23 |
| 1994 | Jáger Péter    | BVSC              | 1:04:30 |
| 1995 | Káldy Zoltán   | UTE               | 1:03:57 |
| 1996 | Káldy Zoltán   | UTE               | 1:03:27 |
| 1997 | Kliszek Tamás  | UTE               | 1:03:36 |
| 1998 | Bacskai Zsolt  | BVSC              | 1:08:12 |
| 1999 | Bacskai Zsolt  | BVSC              | 1:04:43 |
| 2000 | Berkovics Imre | DMTE              | 1:03:52 |
| 2001 | Benedek Zsolt  | Debreceni AK      | 1:02:28 |
| 2002 | Benedek Zsolt  | Debreceni AK-DSI  | 1:05:11 |
| 2003 | Zatykó Miklós  | Vasas             | 1:05:53 |
| 2004 | Tóth Tamás     | Micro SC          | 1:07:01 |
| 2005 | Juhász András  | Hunyadi DSE       | 1:05:57 |
| 2006 | Bene Barnabás  | PFK               | 1:06:32 |
| 2007 | Ott Balázs     | PFK               | 1:07:19 |
| 2008 | Bene Barnabás  | PFK               | 1:05:31 |
| 2009 | Bene Barnabás  | PFK               | 1:07:00 |
| 2010 | Minczér Albert | VEDAC             | 1:05:29 |
| 2011 | Kovács Tamás   | VEDAC             | 1:06:04 |
| 2012 | Józsa Gábor    | MAC-NS            | 1:06:36 |
| 2013 | Kovács Tamás   | VEDAC             | 1:06:08 |
| 2014 | Kovács Tamás   | VEDAC             | 1:07:01 |
| 2015 | Józsa Gábor    | MAC-NS            | 1:06:39 |
| 2016 | Józsa Gábor    | MAC-NS            | 1:07:44 |
| 2019 | Burucs Ferenc  | Sashegyi Gepárdok | 1:04:53 |

## Világbajnokok

### Férfiak
| Év         | Arany              | Arany   | Ezüst                     | Ezüst   | Bronz                    | Bronz   |
| ---------- | ------------------ | ------- | ------------------------- | ------- | ------------------------ | ------- |
| 1992       | Benson Masya       | 1:00:24 | Antonio Silio             | 1:00:40 | Boay Akonay              | 1:00:45 |
| 1993       | Vincent Rousseau   | 1:01:06 | Steve Moneghetti          | 1:01:10 | Carl Thackery            | 1:01:13 |
| 1994       | Khalid Skah        | 1:00:27 | Germán Silva              | 1:00:28 | Ronaldo da Costa         | 1:00:54 |
| 1995       | Moses Tanui        | 1:01:45 | Paul Yego                 | 1:01:46 | Charles Tangus           | 1:01:50 |
| 1996       | Stefano Baldini    | 1:01:17 | Josephat Kiprono          | 1:01:30 | Tendai Chimusasa         | 1:02:00 |
| 1997       | Shem Kororia       | 59:56   | Moses Tanui               | 59:58   | Kenneth Cheruiyot        | 1:00:00 |
| 1998       | Paul Koech         | 1:00:01 | Hendrick Ramaala          | 1:00:24 | Khalid Skah              | 1:00:24 |
| 1999       | Paul Tergat        | 1:01:50 | Hendrick Ramaala          | 1:01:50 | Tesfaye Jifar            | 1:01:51 |
| 2000       | Paul Tergat        | 1:03:47 | Faustin Baha              | 1:03:48 | Tesfaye Jifar            | 1:03:50 |
| 2001       | Haile Gebrselassie | 1:00:03 | Tesfaye Jifar             | 1:00:04 | John Yuda                | 1:00:12 |
| 2002       | Paul Kosgei        | 1:00:39 | Jaouad Gharib             | 1:00:42 | John Yuda                | 1:00:57 |
| 2003       | Martin Lel         | 1:00:49 | Fabiano Joseph            | 1:00:52 | Martin Sulle             | 1:00:56 |
| 2004       | Paul Kirui         | 1:02:15 | Fabiano Joseph            | 1:02:31 | Abdullah Ahmad Hassan    | 1:02:36 |
| 2005       | Fabiano Joseph     | 1:01:08 | Mubarak Hassan Shami      | 1:01:09 | Yonas Kifle              | 1:01:13 |
| 2006 20 km | Zersenay Tadesse   | 0:56:01 | Robert Kipkorir Kipchumba | 0:56:41 | Wilson Kiprotich Kebenei | 0:57:15 |
| 2007       | Zersenay Tadesse   | 0:58:59 | Patrick Makau Musyoki     | 0:59:02 | Evans Kiprop Cheruiyot   | 0:59:05 |

### Nők
| Év   | Arany               | Arany   | Ezüst           | Ezüst   | Bronz               | Bronz   |
| ---- | ------------------- | ------- | --------------- | ------- | ------------------- | ------- |
| 1992 | Liz McColgan        | 1:08:53 | Megumi Fujiwara | 1:09:21 | Rosanna Munerotto   | 1:09:38 |
| 1993 | Conceição Ferreira  | 1:10:07 | Mari Tanigawa   | 1:10:09 | Tegla Loroupe       | 1:10:12 |
| 1994 | Elana Meyer         | 1:08:36 | Iulia Negura    | 1:09:15 | Anuta Catuna        | 1:09:35 |
| 1995 | Valentina Yegorova  | 1:09:58 | Cristina Pomacu | 1:10:22 | Anuta Catuna        | 1:10:28 |
| 1996 | Ren Xiujuan         | 1:10:39 | Lidia Simon     | 1:10:57 | Aura Buia           | 1:11:01 |
| 1997 | Tegla Loroupe       | 1:08:14 | Cristina Pomacu | 1:08:43 | Lidia Simon         | 1:09:05 |
| 1998 | Tegla Loroupe       | 1:08:29 | Elana Meyer     | 1:08:32 | Lidia Simon         | 1:08:58 |
| 1999 | Tegla Loroupe       | 1:08:48 | Mizuki Noguchi  | 1:09:12 | Catherine Ndereba   | 1:09:23 |
| 2000 | Paula Radcliffe     | 1:09:07 | Susan Chepkemei | 1:09:40 | Lidia Simon         | 1:10:24 |
| 2001 | Paula Radcliffe     | 1:06:47 | Susan Chepkemei | 1:07:36 | Berhane Adere       | 1:08:17 |
| 2002 | Berhane Adere       | 1:09:06 | Susan Chepkemei | 1:09:13 | Jelena Prokopcuka   | 1:09:15 |
| 2003 | Paula Radcliffe     | 1:07:35 | Berhane Adere   | 1:09:02 | Benita Johnson      | 1:09:26 |
| 2004 | Sun Yingjie         | 1:08:40 | Lydia Cheromei  | 1:09:00 | Constantina Tomescu | 1:09:07 |
| 2005 | Constantina Tomescu | 1:09:17 | Lornah Kiplagat | 1:10:19 | Susan Chepkemei     | 1:10:20 |

## Külső hivatkozások
- A Magyar Atlétikai Szövetség hivatalos honlapja
- Az IAAF hivatalos honlapja